# 2024年广州龙卷风
2024年广州龙卷风是在2024年4月27日發生的一場至少EF2級龍捲風，對中國广东省广州市白雲區造成嚴重影響，這次出現的龍捲風在广州市的歷史上十分罕見。龙卷移动路径长度约1.7公里、宽度280米，影响持续时间约4分钟。同時，广州市多地遭遇暴雨和冰雹袭击，其中增城朱村观测到直径大于5cm的大冰雹。

## 背景
4月18日，一条罕见的超长飑线，长约600公里，从凌晨起在广西形成，自西向东横扫而过，覆盖面广且移速很快，时速大约60公里。
4月19日到4月22日，广东省多地连降暴雨，局地降下特大暴雨，中北部等地录得200至280毫米降雨量，肇庆、清远、韶关、广州、惠州等局部地區更達300至488毫米。致10人失联，肇庆市3人死亡。韶关市1名救援人员死亡。（4月29日潮州市多一人死亡）多達11萬人被疏散。據報，有數千萬人受到影響。韶關市強降雨引發山崩，造成6人受傷、80間房屋受損，造成損失約1.4億元。
4月25日，广东仍受高空槽和切變線影响，粤北、珠三角、粤东有暴雨到大暴雨，局部特大暴雨，其馀有大雨局部暴雨。有网友称汕尾城区和汕尾海丰县下起了冰雹。

## 過程
4月27日13时至19时，广州市出现了局地冰雹和龙卷，普遍出现中到强雷雨、局部大暴雨，并伴有短时大风、强雷电。午后开始，强对流云团进入广州花都赤坭，迅速增强后向东向南影响花都狮岭、花城、新华等区域，随后移入白云人和镇和钟落潭镇，持续约40分钟，期间白云区钟落潭镇良田村附近出现了龙卷风，距离龙卷风发生点约2.8公里的良田村气象站录得最大阵风20.6米/秒（8级）。经黄埔九佛、龙佛进入增城中新和朱村，强度再次增强至接近天气雷达最大测量范围。朱村观测到大冰雹（直径大于5cm）。此后强回波经荔城、荔湖进入惠州博罗境内。
4月27日下午三点左右，中新广州知识城雷雨大风，白昼如夜。
4月27日15时23分，增城气象台发布龙卷风预警，预计未来一小时内增城区中南部可能有龙卷风，最大阵风11~12级。16时45分，增城区石滩镇、荔湖街、增江街橙色暴雨预警升级为红色，雷雨大风橙色预警信号、冰雹橙色预警信号及其余镇街暴雨橙色预警信号同步生效中。随后，增城区三防指挥部决定，从4月27日16时50分起，启动增城区石滩镇、荔湖街、增江街防暴雨二级应急响应。
4月27日日13时57分，白云区气象台发布雷雨大风黄色预警信号。14时48分，白云区气象台发布白云区人和镇、钟落潭镇、太和镇冰雹橙色预警，并将白云区雷雨大风黄色预警信号升级为橙色。15时32分，越秀区、天河区发出雷雨大风橙色预警，之后在16时52分升级为红色预警。这是广州今年首个雷雨大风红色预警信号。
4月27日下午5时04分，广州市番禺区气象台将雷雨大风黄色预警信号升级为雷雨大风红色预警信号，同时发布暴雨黄色和冰雹橙色预警信号。下午6时51分将暴雨黄色预警信号升级为暴雨橙色预警信号，雷雨大风红色预警和冰雹橙色预警继续生效。
截至4月27日16时，广州国家站记录到的4月累计雨量为455.8毫米，打破了自1951以来的4月雨量纪录。增城区荔城街录得全市最大雨量124.9毫米，最大小时雨强81.9毫米。

### 雹暴
廣州增城區、番禺區等多地在27日下起了冰雹，廣州增城區在4月27日15时30分左右，下起了冰雹，冰雹比鸡蛋、拳头大，大的冰雹可以砸穿車輛玻璃、簡易房屋屋頂、桌子等。冰雹砸坏了当地不少车子的车窗，朱村新街市农贸市场内连片的遮雨棚被砸出若干洞孔，甚至连安全帽都被砸穿。更有人頭破血流。
4月27日晚上6时许，市桥城区刮风又下雨，瞬间雨量比较大，路面马上出现积水，石楼和化龙镇降雨时间比较长，降雨量比较大，南村、东环、大石、石壁、化龙等镇街下了冰雹。

### 龙卷风
龍捲風在15時前後吹襲鐘落潭鎮，橫掃光明、陳洞、金盆、良田4個村莊，大致沿良沙路自西向东移动，（落雷擊落電纜）杂物刮到高压线引發爆炸，部分地區電力中斷，失去訊號。多處樹木倒塌壓毀房屋，直徑1米以上的大樹被連根拔起。有企業廠房被破壞殆盡，幾乎被夷為平地。電線斷裂，多個屋頂招牌被吹爛，有商舖鐵閘損毀，重型卡車被颳倒。受災的陳洞村有農民表示，1000多平方公尺的農地受創嚴重，損失可能有人民幣幾十萬元，物品被吹了幾十公尺遠。有化妝品廠9000平方米的廠房被完全破壞，地面上滿是化妝品原料、半成品和成品，鋼樑、設備、牆體被「揉」在一起，估計工廠損失超過1千萬元，重建至少需要2個月時間。有畜牧設備車間同樣被破壞殆盡，損失亦在千萬元以上。
光明村是此次龙卷风的中心区域，受灾最严重，6成厂房屋顶被掀翻。该村一家无纺布厂，厂房屋顶已被掀翻，墙体倒塌，设备、材料损坏。该厂房相关负责人介绍，该厂总体损失估算最少有130万元，庆幸的是灾情发生前及时疏散了员工，没有造成人员伤害。目前，人员都安置在厂房宿舍里。该村一家皮革加工厂同样受损严重，占地面积2000多平方米的厂房倒塌，估算损失超500万元。
光明村片區的私人診所漢田診所工作人員說，4月27日至28日，先後有10多名在龍捲風中受傷的患者前來就診，還有一些頭部受傷較重以及腦震蕩導致神志不清的患者，診所不敢接診，引導至周邊大的醫院。離漢田診所數百米遠的光明衞生站，27日接診了30多名傷者。

## 處理
4月27日15时05分左右，广州市气象局、白云区气象局接到市民关于钟落潭镇附近出现龙卷风的爆料。得知这一信息后，白云区气象局第一时间派出工作人员赴钟落潭镇，与白云区应急管理局联合开展现场调查。广东省气象局15时30分已组织佛山龙卷风研究中心、省气象台和广州市局专家团队赴现场灾调，初步研判属于强龙卷，龙卷影响距离约1公里。
4月27日晚，广东省气象局发布《广州市白云区钟落潭镇龙卷风情况说明》。
4月27日以来至28日，区住房建设和交通局组织约600人、车辆37台、工程机械48台参与救援，清理道路14.3公里，清理倒树113棵，清理路障94个。区城市管理和综合执法局绿化抢险队第一时间赶赴现场救灾，奋战3小时排除险情9宗，保障道路畅通和群众出行安全。
截至4月28日，當地電力仍未完全恢復。

## 影響及後續
廣州白雲機場二號航站樓在4月27日晚上10時34分因強對流天氣部分區域照明系統一度停電12分鐘。由於持續受雷暴伴強降水雨影響，延誤一小時以上仍未執行出港的客運航班多達70班。
4月30日11时半，在强飑线过境过程中，潮州市發生了EF0級龍捲風，無人受傷，造成饶平县南部部分树木倒塌，个别企业厂房轻微受损。

## 成因
中国气象局高级工程师信欣認爲大冰雹源於本次广西、广东出现了多个“超级单体风暴”，在4月27日下午，广州的大气条件，0℃ 层高度刚好在 4000 米左右（600 百帕），在 0℃ 层附近和上方有强烈的上升运动，配合较好的水汽条件，利于形成冰雹。
此次广州4月27日出现强龙卷和大冰雹，广东省气象局相关专家經初步分析得出有四个原因：
- 过去一段时间，来自南海西南暖湿气流持续加强，向广州市输送了大量的水汽和能量，广州长时间处在高温高湿的大气不稳定状态中，近地面附近聚集了大量的不稳定能量。

- 27日上午近地层暖湿气流继续加大，多个观测站录到了异常高的绝对湿度，超过31g/m³。

- 27日白天低空急流加强，加剧了“上冷下暖”的不稳定层结，作为有利于龙卷和冰雹产生条件的0-6km风垂直切变超过了25m/s。

- 地面中尺度辐合线和高空波动过境作为触发条件，触发强烈的上升气流，使得龙卷的母体风暴强烈发展。